# Solskada
Solskada är en hudskada som orsakar erytem, det vill säga hettande hudrodnad, tillsammans med ömhet och ibland även blåsor på grund av för kraftig solexponering. En del får även soleksem[förklaring behövs] av att vistas för länge i solen. Reaktionen beror på den ultravioletta strålningen i solljuset. Den vanligaste typen av solskada kallas för solbränna. Genom att exponera sig mycket för solen kan man även skada hudens bindväv vilket kan leda till rynkor. Varje gång en person får en mild solskada som solbränna ökar risken för fler allvarligare solskador så som aktinisk keratos, lentigo solaris (solfläckar) och hudcancer.

## Symtom
En person som bränt sig – det vill säga fått en solskada – får varm och röd hud som svider. I extrema fall kan även blåsor förekomma.
Vid soleksem får personen små röda prickar, blåsor eller knotter som kliar mycket. Detta sker oftast partivis på huden och syns mest på människor med ljusare hud. Soleksemen förekommer oftast ett antal timmar eller dagar efter vistelse i solen. Risken för soleksem är störst på våren och försommaren när huden är som ljusast eller utomlands där solen är starkare än huden är van vid.
Vid en måttlig skada ser man en uttalad rodnad och det kan finnas en svullnad i vävnaden. Dessa förändringar i huden följs efter några dagar av fällning. Mikroskopisk ses en mitosökning i stratum basale, det innersta skitet av huden, och en aktivering av melanocyterna, som bildar mer pigment. Det sker även en fötjockning av Epidermis som bidrar till kroppens egna solskydd.

### Kronisk solskada
Hud som utsätts för strålning under lång tidsperioder åldras fortare. Bindvävsfibrerna förändas och huden blir rynkig och läderartad. Sådan solskadad hud lägger grunden för aktiniska keratoser som i sin tur kan ge upphov till cancer. Även olika pigmentförändringar kan uppstå efter en lång tid av strålning.

## Orsaker
I solens ljus finns ultraviolett strålning och det är den som orsakar solskadorna på huden. Den ultravioletta strålningen förkortas ofta till UV-strålning, men kallas även UV-ljus. Det är främst två typer av UV-strålnings som orsakar solskador;  UVA och UVB. Det är främst UVB-strålningen som är orsaken till att man bränner sig i solen. Däremot kan båda typerna orsaka hudcancer som malignt melanom.
Solbränna, dermatitis solaris, är det vanligaste symtomet av solljus. Denna inflammation framkallas av UV-strålning med en våglängd som är kortare än 320 nm. De inflammationsproducerade våglängderna av solljuset absorberas och sprids till stor del i det ytligaste skiktet av huden, det vill säga epidermis. I samband med absorptionen frisätts substanser som startar den inflammatoriska reaktionen.

### UVA
UVA-strålningen är solens minst energirika strålning och utgör majoriteten av solens totala UV-strålning. UVA-strålning tränger in hudens djupare skikt och gör att pigmentet i huden mörknar. UVA-strålningen gör även att huden åldras i förtid och kan orsaka hudcancer. Strålningen kan även bryta ner D-vitaminen i huden.

### UVB
UVB-strålningen är mer energirik än UVA-strålningen men atmosfärens ozonskikt filtrerar bort stora delar av den skadliga UVB-strålningen. Därför begränsas mängden UVB-strålning som når jordytan. Det är framför allt UVB-strålningen som gör att man bränner sig och skadar sig av för mycket sol. Även UVB-strålning, likt UVA, gör att huden åldras snabbare och ökar risken för hudsjukdomar så som cancer. Däremot tränger inte UVB-strålningen lika långt in i huden. UVB-strålningen stimulerar produktionen av D-vitamin i huden och ökar även produktionen av vissa celler så att huden blir tjockare och får mer pigment. Detta är ett sätt för kroppen att skapa ett naturligt solskydd då tjockare hud gör det svårare för strålningen att tränga in i vävnaderna.

### UVC
Det finns även en tredje sorts UV-strålning i solens ljus, nämligen UVC-strålning. Den är den mest energirika strålningen av de tre nämnda. Den når inte jordytan då den filtreras bort  atmosfären och bidrar därför inte till risken för solskador.

## Läkemedelsinducerade solskador
En del läkemedel i kombination med solljus kan orsaka hudutslag. Dessa typer av solreaktioner kan antingen orsakas av direkt solljus, detta kallas fototoxicitet, eller genom att det utlöses allergiska reaktioner i kroppen, vilket kallas fotoallergi. Läkemedel som smörjs på huden eller som ska behandla hela kroppen, exempelvis tas i tablettform, kan båda reagera med solljus och orsaka solskador.

### Symtom av fototoxisk reaktion
En fototoxisk reaktion ser ut som en vanlig solbränna och ger liknande symtom. Detta innefattar röd, flammig, öm och svullen hud som bränner och svider. Symtomen uppstår i nära anslutning till solexponering, oftast inom några minuter eller timmar. Eftersom den lokala blodcirkulationen är sämre i fötter och händer ansamlas mest läkemedel där och gör att de fototoxiska solskadorna är vanligas på exempelvis fötter och underben.

### Symtom av fotoallergisk reaktion
Vid en fotoallergisk reaktion blir kroppen allergisk mot läkemedlet då det omvandlats av solens UV-strålar. Huden kan bli röd och eksem som kliar förekommer. Symtomen kommer först när huden blivit exponerad till solljus ett flertal gånger och reaktionen kan utlösas av mycket små mängder solljus. Fotoallergiska reaktioner är mycket mer ovanliga är fototoxiska.

## Behandling av solskador
Har man blivit solbränd bör man undvika solen tills huden lugnat sig och läkt. För att lindra besvären kan man använda kylbalsam eller fuktgivande hudkräm. Genom att återfukta huden läker den snabbare. Har man klåda kan det hjälpa att smörja det drabbade området med kortison eller ta antihistamintabletter. Har man fått aktiniska keratoser bör dessa tas bort för att minska risken för att de utvecklas till cancer.
Är solskadan en kraftig brännskada större än en handflata och det bildas blåsor bör vård sökas. Vård bör även sökas om ögonen gör ont i mer än två dagar efter att ha varit ute i solen, man får hudbesvär i samband med intag av läkemedel eller om en hudförändring har vuxit eller förändrats i färg.